# رايموند باري
رايموند باري (بالإنجليزية: Raymond Barry)‏ هو مصارع هاوي أسترالي، ولد في 7 أكتوبر 1949.

## وصلات خارجية
- رايموند باري على موقع أوليمبيديا (الإنجليزية)
- رايموند باري على موقع اللجنة الأولمبية الأسترالية (الإنجليزية)